# Владимир Шчербицки
Владимир Василиевич Шчербицки е украински партиен и държавен деец.
Член на КПСС от 1941 г. През 1957 – 1961 е секретар, а от 1972 г. – първи секретар на Комунистическа партия на Украйна. През 1961 – 1963 и 1965 – 1972 г. е председател на Съвета на министрите на Украинската ССР.
Член е на ЦК на КПСС от 1961 г. и член на Политбюро на ЦК на КПСС от 1971 г.
Дъщеря му е омъжена първоначално за Борислав Дионисиев, а впоследствие – за офицер от Българската народна армия, назначен малко след това за генерален консул на България в Одеса.